# Wąskie gardło
Wąskie gardło, wąski przekrój (ang. bottleneck) – element zasobów lub urządzenie o najniższej sprawności, ogranicza i wyznacza potencjał dla całego systemu. Według ekonomii wąski przekrój to niedostateczna podaż danego czynnika produkcji w porównaniu z podażą innych zasobów.  Wąskie przekroje występują w gospodarce rynkowej w krótkich okresach, a w gospodarce socjalistycznej występowały trwale: zamknięta gospodarka uniemożliwia zbilansowanie niezbędnych nakładów w skali kraju. W gospodarce otwieranie rynku i rozwój handlu zagranicznego jest najskuteczniejszym sposobem walki z występowaniem wąskiego przekroju. Logistyka, tworząc harmonogram produkcji, musi opierać swoje założenia na wąskim przekroju w celu płynnego przebiegu procesu, w przeciwnym razie wykorzystując inne elementy procesu w 100%, dojdzie do zatoru, ponieważ element procesu o najniższej sprawności nie nadąży przetwarzać.